# Districtul Baie Lazare
Baie Lazare este un district  în Seychelles, situat pe insula Mahé.